# Aéroport de Sault-Sainte-Marie
L'aéroport de Sault-Sainte-Marie est un aéroport situé en Ontario, au Canada.

## Statistiques
Le graphique qui aurait dû être présenté ici ne peut pas être affiché car il utilise l'ancienne extension Graph, désactivée pour des questions de sécurité. Des indications pour créer un nouveau graphique avec la nouvelle extension Chart sont disponibles ici.

Voir la requête brute et les sources sur Wikidata.

## Compagnies et destinations
| Compagnies         | Destinations           |
| ------------------ | ---------------------- |
| Air Canada Express | Toronto (Pearson)      |
| Bearskin Airlines  | Sudbury, Thunder Bay   |
| Porter Airlines    | Toronto (Billy Bishop) |